# Чеченская диаспора
Чеченская диаспора — одна из самых молодых и быстрорастущих диаспор мира. Насчитывает несколько сотен тысяч человек. Характеризуется преобладанием мужской трудовой миграции, которая направлена преимущественно в урбанизированные регионы РФ, а также других стран, где этнические чеченцы были депортированы либо искали политическое и экономическое убежище прежде всего в ходе военных конфликтов на территории Чечни.

## История формирования
Чеченская диаспора начала формироваться после Кавказской войны, когда в 1865 году около 5 000 семей чеченцев переселились в пределы Османской империи в качестве беженцев-мухаджиров. На сегодняшний день потомки тех переселенцев и составляют основную часть чеченских диаспор в Турции, Сирии и Иордании.
Большую часть северокавказской диаспоры в Ираке составляют чеченцы.

### В СССР

#### Средняя Азия и Казахстан
В феврале 1944 года более полумиллиона чеченцев были полностью депортированы из мест своего постоянного проживания в Среднюю Азию. 9 января 1957 года чеченцам разрешили вернуться на прежнее место жительства, при этом некоторое количество чеченцев предпочло остаться в Казахстане (свыше 31 000 по данным переписи 2009 года) и Киргизии (порядка 1800 чел.) Представители чеченской диаспоры Казахстана не раз привлекали внимание прессы в ходе межэтнических конфликтов. Чеченская диаспора Киргизии также привлекла внимание общественности после Бостонских взрывов 2013 года.

#### Другие регионы России
Также значительно увеличилась чеченская диаспора в других регионах Российской Федерации, куда чеченцы выезжают по экономическим и политическим соображениям, а также из-за растущего аграрного перенаселения самой республики, которое во многом объясняет быстрое падение численности диаспор других народов в самой Чечне (русских, украинцев, армян и др.)

### Западная Европа и США

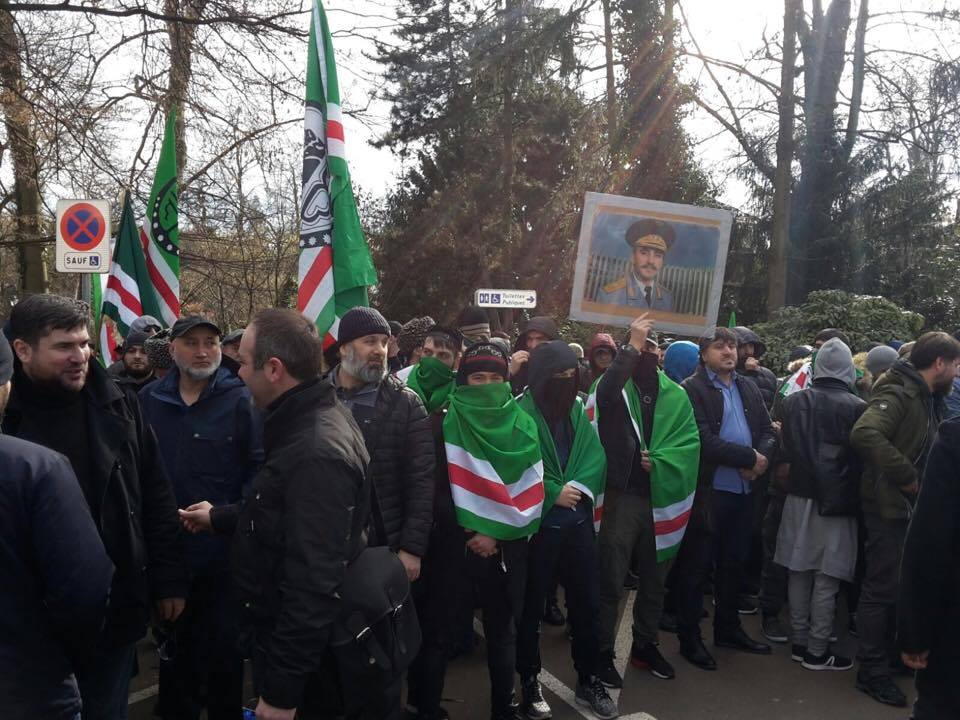
Митинг в Страсбурге в память депортации чеченцев и ингушей.

После первой и второй чеченской войн значительное количество чеченцев выехало в страны Западной Европы, Турцию и арабские страны в статусе политических беженцев. С начала XX века чеченские беженцы образовали заметные диаспоры в крупных городах США и Канаде, куда многие из них прибыли в качестве беженцев через территории других, дружественных НАТО стран (например, Турцию).
В середине 2013 года власти Германии распространили сообщение, согласно которому с начала года убежища в этой стране попросили более 10 тысяч граждан РФ, 90—95 % которых являются выходцами из Чечни.

### Польша
Довольно активную поддержку чеченским политбеженцам на протяжении многих лет оказывала Польша. К началу 2013 года в Польше проживало от 18 до 20 тысяч чеченцев, многие из которых используют страну как трамплин для переезда в Германию, США и другие страны. В самой Польше наибольшая концентрация чеченцев наблюдается в Белостоке, который стал одним из заметных центров чеченской диаспоры в Польше.
В этом городе начал действовать Мусульманский религиозный совет, на базе которого в феврале 2012 года было проведено учредительное собрание чеченских и ингушских имамов и улемов Польши, председателем которого стал Микаиль Узденов. После бостонских терактов Польша стала неохотно предоставлять политическое убежище чеченцам. Кроме того, участились случаи нападения польских националистов на представителей чеченской общины города.

## Диаспоры в странах
- Чеченцы в Турции;
- Иорданские чеченцы;
- Чеченцы в Сирии;
- Чеченцы в США;
- Чеченцы в Казахстане;
- Чеченцы в Европе.